# 百夾山
百夾山位於中國浙江省。
島上地勢平坦，最高點海拔56米，東西長1.5公里，南北闊0.9公里。

## 氣候
島上氣候溫和，全年平均氣溫為16°C，最暖的八月平均24°C，最冷的二月平均8°C。年均降雨為2,085毫米，最潮濕的八月為350毫米，最乾旱的一月為67毫米。

## 註
1. ↑  由Viewfinder Panoramas的高度資訊（DEM 3"）計算[2]。完整算法請見此。